# Kangirsuk
Kangirsuk (inuktitut: ᑲᖏᕐᓱᒃ) är en nordlig bykommun (municipalité de village nordique) i provinsen Québec i Kanada. Den ligger i regionen Nord-du-Québec, i den östra delen av landet, 1 700 km norr om huvudstaden Ottawa. Antalet invånare var 561 vid folkräkningen 2021.